# Thee Milkshakes
Thee Milkshakes, ou The Milkshakes, est un groupe de garage rock britannique, originaire de Chatham. Il est formé en 1980 par Billy Childish. Au même titre que les autres formations créées par cet artiste, (Thee Mighty Caesars, Thee Headcoats, etc.), les Milkshakes est l'un des groupes phares du garage revival anglais des années 1980 en compagnie des The Cannibals, The Stingrays ou The Prisoners.

## Biographie
Après la séparation de son groupe punk rock, The Pop Rivets, en 1980, Billy Childish forme un nouveau groupe avec Mickey Hampshire, roadie des Pop Rivets, qui jouait dans un groupe appelé Mickey and the Milkshakes. Ils commencent à écrire des chansons pour sortir un premier album, Talkin' About, en 1981. Avec Childish à la guitare et au chant, Hampshire à la guitare et au chant, Bruce Brand à la batterie, et Russ Wilkins (plus tard remplacé par John Agnew) à la basse, le style musical des Milkshakes est un mélange primitif de groupes beat britanniques, comme les Kinks à leurs débuts, et des instrumentalistes américains de hard rock, comme Link Wray. Selon The Quietus, The Milkshakes « se serait suicidé sur le marché en publiant trop d'albums et ont donc décidé de publier quatre singles par jour. »
Le groupe finit par se séparer en 1984, après avoir enregistré près d'une dizaine d'albums.

## Membres
- Billy Childish - guitare, chant
- Mickey Hampshire - guitare, chant
- Bruce Brand -  batterie
- Russ Wilkins - basse
- John Agnew - basse

## Discographie
- 1981 : Talkin' About the Milkshakes
- 1982 : 14 Rhythm and Beat Greats
- 1983 : After school sessions
- 1983 : Milkshakes IV : The Men with the Golden Guitars
- 1983 : Milkshakes in Germany (live)
- 1984 : Nothing Can Stop these Men
- 1984 : Showcase
- 1984 : They Came, they Saw, they Conquered
- 1984 : 20 Rock and Roll Hits
- 1984 : The knights of Trash
- 1985 : Milkshakes vs. Prisoners (split)
- 1985 : Last Night at the MIC (split avec les Prisoners)
- 1986 : The 107 Tapes
- 1987 : The Milshakes Revenges
- 1987 : Live from Chatham
- 1990 : 9th Nervous Shakedown[4]
- 1992 : Still Talking'Bout Milkshakes!